# Hofgut Georgenau
Das Hofgut Georgenau ist ein Gutshof im Landkreis Calw südwestlich des Bad Liebenzeller Ortsteils Möttlingen.

## Geschichte
Der Bau des Hofguts geht auf Peter Hermann von Franken zurück. Dieser wurde 1711 Forstmeister in Liebenzell und begann wenige Jahre später, Grundstücke anzukaufen. Die ersten Gebäude wurden 1727 errichtet; zehn Jahre später übernahm der Sohn Wilhelm Friedrich Hermann von Franken das Anwesen und vergrößerte es auf 95 Morgen.

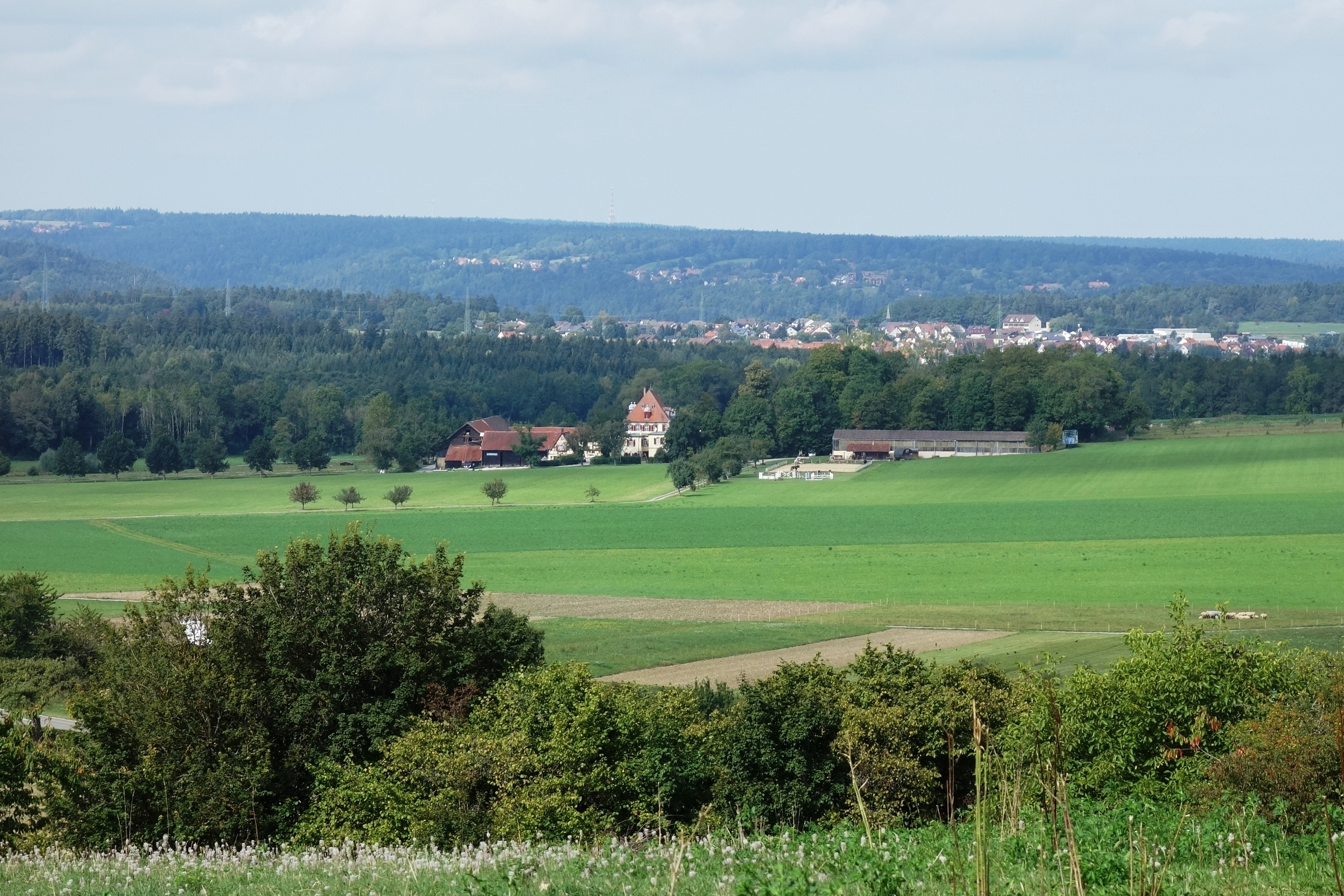
Hofgut Georgenau, im Mittelgrund Bad Liebenzell-Unterhaugstett

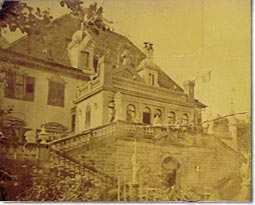
Fotografie aus dem 19. Jahrhundert

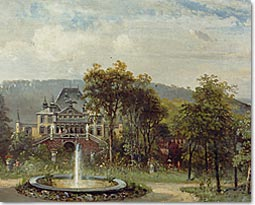
Ölgemälde aus dem 19. Jahrhundert

1739 wurde das Hauptgebäude errichtet. Der Waisenhausverwalter Christian Wilhelm Langenhagen aus Pforzheim kaufte das Anwesen im Jahr 1749. 1761 ging es in die Hände Heinrich Möglings über. Dieser war Hofrat und Hofgerichtsassessor in Stuttgart und vergrößerte den Besitz um weitere 32,5 Morgen. Er verstarb 1799. Der Hof, den Mögling durch moderne Methoden zum Erfolg geführt hatte, verkam unter dem Nachbesitzer Wilhelm Adam Beck und wurde 1806 zwangsversteigert. Der Zeugfabrikant Jacob Schill aus Calw übernahm ihn und führte ihn erfolgreich. Das mittlerweile 160 Morgen (48,5 Hektar) große Anwesen wurde nach Schills Tod im Jahr 1841 versteigert und ging in den Besitz der Gemeinde Möttlingen über, die es jedoch wegen finanzieller Schwierigkeiten schon 1856 wieder verkaufte. Der neue Besitzer, ein Gutsbesitzer Messner aus Stammheim, wollte darauf eine Ackerbauschule für Arme einrichten, war damit aber nicht erfolgreich. Bereits 1859 wurde das Gut wieder verkauft, diesmal an Alphons Georgii vom Hof Dicke bei Stammheim. Zwei Jahre später verkaufte Alphons Georgii das Gut an seinen Bruder Emil Wilhelm. Dieser gab dem Hofgut, das zeitweise den Namen Bühlhof getragen hatte, mit Genehmigung des Königs 1862 den Namen Georgenau. Emil Wilhelm Georgii vergrößerte das Grundstück abermals, führte den Hof erfolgreich und sorgte für Modernisierungen und Erweiterungen an den Gebäuden. Unter anderem wurde eine große Freitreppe errichtet. 1870 wurde Emil Wilhelm Georgii in den erblichen Adelsstand erhoben und nannte sich nun nach seinem Hofgut Emil Wilhelm von Georgii-Georgenau. 
Auf einem der Äcker des Hofguts wurde 1874 ein römischer Götterkopf ausgegraben. Er ist heute in ein Seitenportal eingebaut. Nach diesem Fund wurde die Parkanlage „römisch“ gestaltet. Unter anderem wurde ein Eckturm im römischen Stil errichtet.
Bis 1931 blieb das Hofgut im Besitz der Familie von Georgii-Georgenau. Der damalige Erbe verkaufte es an Otto Uebele, der es verpachtete. Nach dem Zweiten Weltkrieg übernahm Otto Uebeles Sohn das Anwesen; als Kriegsinvalide hatte dieser jedoch große Mühe, das Hofgut zu bewirtschaften, und tauschte es bald gegen ein anderes Gut ein. 1952 übernahm Dieter Frank aus Schwäbisch Hall das Hofgut Georgenau. Dieter Frank ließ den Betrieb von einem Verwalter führen. Da dies wirtschaftlich wenig rentabel war verpachtete er ihn 1957 an Fritz Weber, der in den Folgejahren den Betrieb auf Biologische Landwirtschaft mit Selbstvermarktung und Vorzugsmilchverkauf umstellte. 1971 scheiterte ein Versuch, den Hof zu einem Naherholungspark zu machen. Daraufhin wurde er 1975 an Georg von Reden-Lütcken, einen Schwiegersohn der damaligen Pächtersfamilie, verkauft. Mit Unterstützung des Denkmalamtes wurde das Hofgut ab 1988 umfassend restauriert. 1990 erhielt die Besitzerfamilie den Denkmalschutzpreis für die Restaurierung der barocken Fassaden des Hauptgebäudes und die Wiederherstellung der Ruinenarchitektur im Park. Ziel ihrer Bemühungen war eine Wiederherstellung des Zustandes um 1887. Das Hofgut dient heute als landwirtschaftlicher Betrieb mit Hofladen, Pferdepension und Reitschule.